# JLT Condor
JLT Condor war ein britisches Radsportteam mit Sitz in Middlewich.
Die Mannschaft wurde 2005 unter dem Namen Recycling.co.uk gegründet und besaß bis zur Auflösung auch eine Lizenz als Continental Team, mit der sie hauptsächlich an Rennen der UCI Europe Tour teilnahm. Manager des Teams war John Herety.
Im September 2018 gab das Team bekannt sich zum Ende der Saison aufzulösen, da für das kommende Jahr 2019 kein neuer Sponsor gefunden werden konnte.

## Saison 2018

### Erfolge in der UCI Asia Tour
| Datum   | Rennen                       | Kat. | Sieger    |
| ------- | ---------------------------- | ---- | --------- |
| 20. Mai | Prolog Japan-Rundfahrt (EZF) | 2.1  | Ian Bibby |

### Erfolge in der UCI Europe Tour
| Datum        | Rennen                          | Kat. | Sieger          |
| ------------ | ------------------------------- | ---- | --------------- |
| 24. März     | 6. Etappe Tour de Normandie     | 2.2  | Matthew Gibson  |
| 19.–25. März | Gesamtwertung Tour de Normandie | 2.2  | Thomas Stewart  |
| 15. April    | 5. Etappe Tour du Loir-et-Cher  | 2.2  | Matthew Gibson  |
| 30. Juli     | 4. Etappe Kreiz Breizh Elites   | 2.2  | Alistair Slater |
| 21. August   | Grand Prix des Marbriers        | 1.2  | Jon Mould       |

### Erfolge in der UCI Oceania Tour
| Datum      | Rennen                              | Kat. | Sieger         |
| ---------- | ----------------------------------- | ---- | -------------- |
| 19. Januar | 3. Etappe New Zealand Cycle Classic | 2.2  | Matthew Gibson |
| 20. Januar | 4. Etappe New Zealand Cycle Classic | 2.2  | Ian Bibby      |
| 31. Januar | Prolog Herald Sun Tour (EZF)        | 2.1  | Ed Clancy      |

## Saison 2017

### Erfolge in der UCI Asia Tour
| Datum    | Rennen                   | Kat. | Sieger        |
| -------- | ------------------------ | ---- | ------------- |
| 27. März | 2. Etappe Tour de Taiwan | 2.1  | James Gullen  |
| 30. März | 5. Etappe Tour de Taiwan | 2.1  | Brenton Jones |
| 18. Juni | 5. Etappe Tour de Korea  | 2.1  | Brenton Jones |

### Erfolge in der UCI Europe Tour
| Datum       | Rennen                             | Kat. | Sieger       |
| ----------- | ---------------------------------- | ---- | ------------ |
| 9. März     | Prolog Istrian Spring Trophy (EZF) | 2.2  | Alex Frame   |
| 12. März    | 3. Etappe Istrian Spring Trophy    | 2.2  | Alex Frame   |
| 13. April   | 2. Etappe Tour du Loir-et-Cher     | 2.2  | Alex Frame   |
| 21.–28. Mai | Gesamtwertung An Post Rás          | 2.2  | James Gullen |
| 9. Juli     | Velothon Wales                     | 1.1  | Ian Bibby    |

### Erfolge in der UCI Oceania Tour
| Datum      | Rennen                              | Kat. | Sieger     |
| ---------- | ----------------------------------- | ---- | ---------- |
| 24. Januar | 3. Etappe New Zealand Cycle Classic | 2.2  | Alex Frame |
| 25. Januar | 4. Etappe New Zealand Cycle Classic | 2.2  | Jon Mould  |
| 26. Januar | 5. Etappe New Zealand Cycle Classic | 2.2  | Alex Frame |

### Mannschaft
| Teamkader 2017                                             | Teamkader 2017     | Teamkader 2017         | Teamkader 2017                     |
| Name                                                       | Geburtsdatum       | Land                   | Vorheriges Team                    |
| ---------------------------------------------------------- | ------------------ | ---------------------- | ---------------------------------- |
| Ian Bibby                                                  | 20. Dezember 1986  | Vereinigtes Königreich | NFTO (2016)                        |
| Edmund Bradbury                                            | 10. September 1992 | Vereinigtes Königreich | NFTO (2016)                        |
| Graham Briggs                                              | 14. Juli 1983      | Vereinigtes Königreich |                                    |
| Ed Clancy                                                  | 12. März 1985      | Vereinigtes Königreich | Motorpoint-Marshalls Pasta (2010)  |
| Russell Downing                                            | 23. August 1978    | Vereinigtes Königreich | Cult Energy (2015)                 |
| Alex Frame                                                 | 18. Juni 1993      | Neuseeland             | Giant-Shimano Development (2014)   |
| Matthew Gibson                                             | 2. September 1996  | Vereinigtes Königreich |                                    |
| James Gullen                                               | 15. Oktober 1989   | Vereinigtes Königreich | Pedal Heaven (2016)                |
| Brenton Jones                                              | 12. Dezember 1991  | Australien             | Drapac Professional Cycling (2016) |
| Steven Lampier                                             | 2. März 1984       | Vereinigtes Königreich | Team Raleigh GAC (2015)            |
| Edward Laverack                                            | 27. Juli 1994      | Vereinigtes Königreich |                                    |
| Robert-Jon McCarthy                                        | 30. März 1994      | Irland                 | SEG Racing (2015)                  |
| Thomas Moses                                               | 3. Mai 1992        | Vereinigtes Königreich |                                    |
| Jonathan Mould                                             | 4. April 1991      | Vereinigtes Königreich | ONE Pro Cycling (2015)             |
| Alistair Slater                                            | 11. Februar 1993   | Vereinigtes Königreich | An Post-ChainReaction (2015)       |
|                                                            |                    |                        |                                    |
| Quellen: ProCyclingStats Cycling Quotient Cycling Archives |                    |                        |                                    |

## Saison 2009

### Erfolge in den Continental Circuits
| Datum       | Rennen                                  | Kat. | Fahrer           |
| ----------- | --------------------------------------- | ---- | ---------------- |
| 17.–24. Mai | Gesamtwertung FBD Insurance RÁS         | 2.2  | Simon Richardson |
| 10. Juni    | 2. Etappe Tour de Beauce                | 2.2  | Darren Lapthorne |
| 12. Juni    | 4b. Etappe Tour de Beauce               | 2.2  | Mathew Cronshaw  |
| 28. Juni    | Britische Meisterschaft – Straßenrennen | NC   | Kristian House   |

## Platzierungen in UCI-Ranglisten
UCI Africa Tour
| Saison    | Mannschaftswertung | Fahrerwertung          |
| --------- | ------------------ | ---------------------- |
| 2005      | 9.                 | Russell Downing (48.)  |
| 2006-2008 |                    |                        |
| 2009      | 3.                 | Dan Craven (1.)        |
| 2010      | -                  | -                      |
| 2011      | 5.                 | Dan Craven (17.)       |
| 2012      | -                  | -                      |
| 2013      | 20.                | Kristian House (188.)  |
| 2014      | 18.                | Richard Handley (110.) |
| 2015-2016 | -                  | -                      |

UCI America Tour
| Saison    | Mannschaftswertung | Fahrerwertung           |
| --------- | ------------------ | ----------------------- |
| 2009      | 34.                | Darren Lapthorne (247.) |
| 2010-2012 | -                  | -                       |
| 2013      | 25.                | Michael Cuming (159.)   |
| 2014      | 47.                | Richard Handley (427.)  |
| 2015-2016 | -                  | -                       |

UCI Asia Tour
| Saison | Mannschaftswertung | Fahrerwertung          |
| ------ | ------------------ | ---------------------- |
| 2009   | -                  | -                      |
| 2010   | 33.                | Dean Downing (96.)     |
| 2011   | 39.                | Edward Clancy (160.)   |
| 2012   | 62.                | Ben Grenda (262.)      |
| 2013   | 43.                | Michael Cuming (61.)   |
| 2014   | 19.                | Hugh Carthy (17.)      |
| 2015   | 59.                | Richard Handley (153.) |
| 2016   | 73.                | Edward Laverack (278.) |

UCI Europe Tour
| Saison | Mannschaftswertung | Fahrerwertung           |
| ------ | ------------------ | ----------------------- |
| 2005   | 36.                | Russell Downing (56.)   |
| 2006   | 82.                | Kristian House (253.)   |
| 2007   | 121.               | Chris Newton (765.)     |
| 2008   | 82.                | Dean Downing (242.)     |
| 2009   | 70.                | Simon Richardson (266.) |
| 2010   | 75.                | Dan Craven (227.)       |
| 2011   | 54.                | Zakkari Dempster (218.) |
| 2012   | 102.               | Richard Handley (596.)  |
| 2013   | 104.               | Kristian House (498.)   |
| 2014   | 54.                | Thomas Moses (228.)     |
| 2015   | 106.               | Harry Tanfield (632.)   |
| 2016   | 75.                | Chris Lawless (567.)    |

UCI Oceania Tour
| Saison    | Mannschaftswertung | Fahrerwertung           |
| --------- | ------------------ | ----------------------- |
| 2009      | -                  | -                       |
| 2010      | 26.                | Dean Downing (73.)      |
| 2011–2013 | -                  | -                       |
| 2014      | 5.                 | Daniel Whitehouse (17.) |
| 2015      | -                  | -                       |
| 2016      | 5.                 | Steven Lampier (35.)    |